# Новоселово (Совєтський район)
Новосе́лово (рос. Новосёлово, марій. Пантуши) — присілок у складі Совєтського району Марій Ел, Росія. Входить до складу Алексієвського сільського поселення.

## Населення
Населення — 11 осіб (2010; 14 у 2002).
Національний склад (станом на 2002 рік):
- марі — 86 %